# Calling/Breathless
〈Calling/Breathless〉는 일본의 남성 아이돌 그룹 아라시의 40번째 싱글이다.

## 개요
전작 〈Your Eyes〉로부터 약 9개월만의 싱글로, 양 A면 싱글로써는 2009년에 발매된 〈내일의 기억/Crazy Moon~당신은 무적~〉이래 4년만의 발매이다. 통상반·초회 한정반 A·초회 한정반 B의 3형태로의 발매된다.
〈Calling〉은 멤버 아이바 마사키 주연의 후지 TV계 캇9 드라마 《라스트 호프》의 주제가로, 동 범위의 드라마 주제가에 기용되는 것은 2011년에 방송된 《수수께끼 풀이는 저녁식사 후에》의 주제가 〈미궁 러브송〉 이래이다.
〈Breathless〉는 멤버 니노미야 카즈나리 주연 영화 《플라티나 데이터》의 주제가. 아라시의 악곡이 영화의 주제가가 되는 것은 2010년 개봉한 《오오쿠》의 주제가 〈Dear Snow〉 이래이다.

### 주된 기록
발매 전날(집계 첫날)인 2013년 3월 5일자 오리콘 데일리 싱글 차트에서 추정 매상 매수 39.8만매를 기록해, 1위를 획득했다. 과거 최고였던 〈와일드 앳 하트〉의 기록(25.2만매)을 큰폭으로 웃돌아, 아라시의 싱글에 있어서 집계 첫날 추정 매상 매수의 기록을 갱신했다. 또한 같은 날 차트에서는, 아라시와 같은 쟈니즈 사무소 소속의 그룹, 테고마스의 〈사요나라에 안녕〉이 3.5만매로 2위에 랭크 인하여, 이것에 10배 이상의 차이를 내는 결과가 되었다.
3일째에는 추정 매상 6.3만매를 기록해 60만매를 돌파, 이 시점에서 지금까지의 아라시의 싱글에 있어서 자기 최고 초동 기록이었던 〈끝없는 하늘〉의 57.2만매를 웃돌았다. 게다가 5일째에는 70만매를 돌파해, 이 시점에서 데뷔곡인 〈A·RA·SHI〉를 제외하는 모든 싱글의 누적 매상을 웃돌았다.
2013년 3월 18일자의 오리콘 주간 싱글 차트에서 초동 매상 75.6만매를 기록해, 첫 등장 1위를 획득했다. 아라시의 싱글이 첫주에 70만매를 돌파한 것은 처음이며, 남성 아티스트 전체로 봐도, 아라시와 같은 쟈니즈 사무소의 후배 그룹·KAT-TUN이 2006년에 발매한 〈Real Face〉이래 6년 11개월만이 되었다. 1위 획득은 〈PIKA★★NCHI DOUBLE〉로부터 29작 연속, 통산 36작목이다. 또, 이 싱글로 연속 선두 획득 연수 기록이 10년이 되어, 사상 7조째의 기록 달성이 되었다.

## 수록곡

### 통상반
1. Calling
작사: s-Tnk, eltvo / 작곡: Andreas Johansson, youwhich / 편곡: 이시즈카 토모키
  - 아이바 마사키 주연 후지 TV계 드라마 《라스트 호프》 주제가
2. Breathless
작사: HYDRANT / 작곡: Takuya Harada, Christofer Erixon, Joakim Björnberg / 편곡: 사사키 히로후미
  - 니노미야 카즈나리 주연 영화 《플래티나 데이터》 주제가
3. オーライ!! / 올 라이트!!
작사: Soluna / 작곡: Fredrik "Figge" Boström / 편곡: Trevor Ingram
4. full of love
작사: Shun, R.P.P. / 작곡: Dr.hardcastle, Iggy Strange-Dahl / 편곡: 요시오카 타쿠
5. Calling（オリジナル・カラオケ）(오리지널 가라오케)
6. Breathless（オリジナル・カラオケ）(오리지널 가라오케)
7. オーライ!!（オリジナル・カラオケ）(오리지널 가라오케)
8. full of love（オリジナル・カラオケ）(오리지널 가라오케)

### 초회 한정반 A
CD
1. Calling
2. Breathless

DVD
1. Calling (비디오 클립)

### 초회 한정반 B
CD
1. Breathless
2. Calling

DVD
1. Breathless (비디오 클립)

## 같이 보기
- 2013년 오리콘 1위 싱글 목록